# Altea
|  | Per a altres significats, vegeu «Altea (desambiguació)». |

Altea és un municipi del País Valencià situat a la comarca de la Marina Baixa que limita amb l'Alfàs del Pi, la Nucia i Callosa d'en Sarrià (a la mateixa comarca); i amb Calp, Benissa i Xaló (a la Marina Alta). Altea forma part de l'associació Douzelage, un agermanament multilateral amb una ciutat per cada estat membre de la Unió Europea.

## Geografia
Altea està enclavada en la badia d'Altea, que està tancada per la Punta Bombarda pel sud (Serra Gelada) i el Morro del Toix pel nord. Altea es veu protegida dels vents del nord per la serra de Bèrnia. Conserva un nucli antic en bon estat de conservació, que fou refugi d'artistes i intel·lectuals, i té un relleu costaner amb platges de grava i penya-segats amb gran encant paisatgístic. El municipi inclou els nuclis d'Altea, Altea la Vella i l'Olla. L'accés a la localitat es pot efectuar per l'autopista AP-7 (eixida 64) o per l'N-332. El municipi també compta amb una estació de la Línia 9 del TRAM Metropolità d'Alacant.
Hi ha el riu Algar, que travessa i rega el municipi; la Serra Gelada amb el far d'Altea; el cim de Bèrnia (1.121 msnm); el Mascarat; la Barra, la Galera i la Solsida; els illots de Pila i de l'Olla; les platges de l'Olla; Cap Negret, amb la Cova del Frare, el Portet i la Cala del Soio; la de la Roda i la de Cap Blanch. Altea està situada a 3 quilòmetres d'Altea la Vella.

## Història

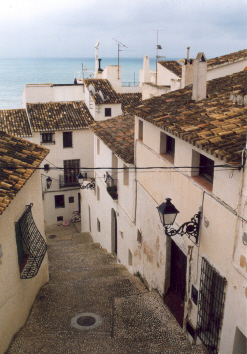
Carrer d'Altea

El nom d'Altea provindria d'Althaia grec, que significa "He curat", o la paraula àrab aṭṭalaya (en valencià, 'talaia'). S'han trobat traces en el termini dels ibers i romans.
Durant l'època musulmana la població creixia al voltant del riu de l'Algar (o de la Salut) on es formaren les alqueries d'Albalat, Benasquer (o Beniasquer) -grafiat Beniascher en l'edat mitjana-, actualment despoblada, però documentada el 1249 i Benimussa, citades en el Llibre del Repartiment; políticament pertanyia a l'Emirat de Dàniyya, conquistada per Jaume I en 1244.

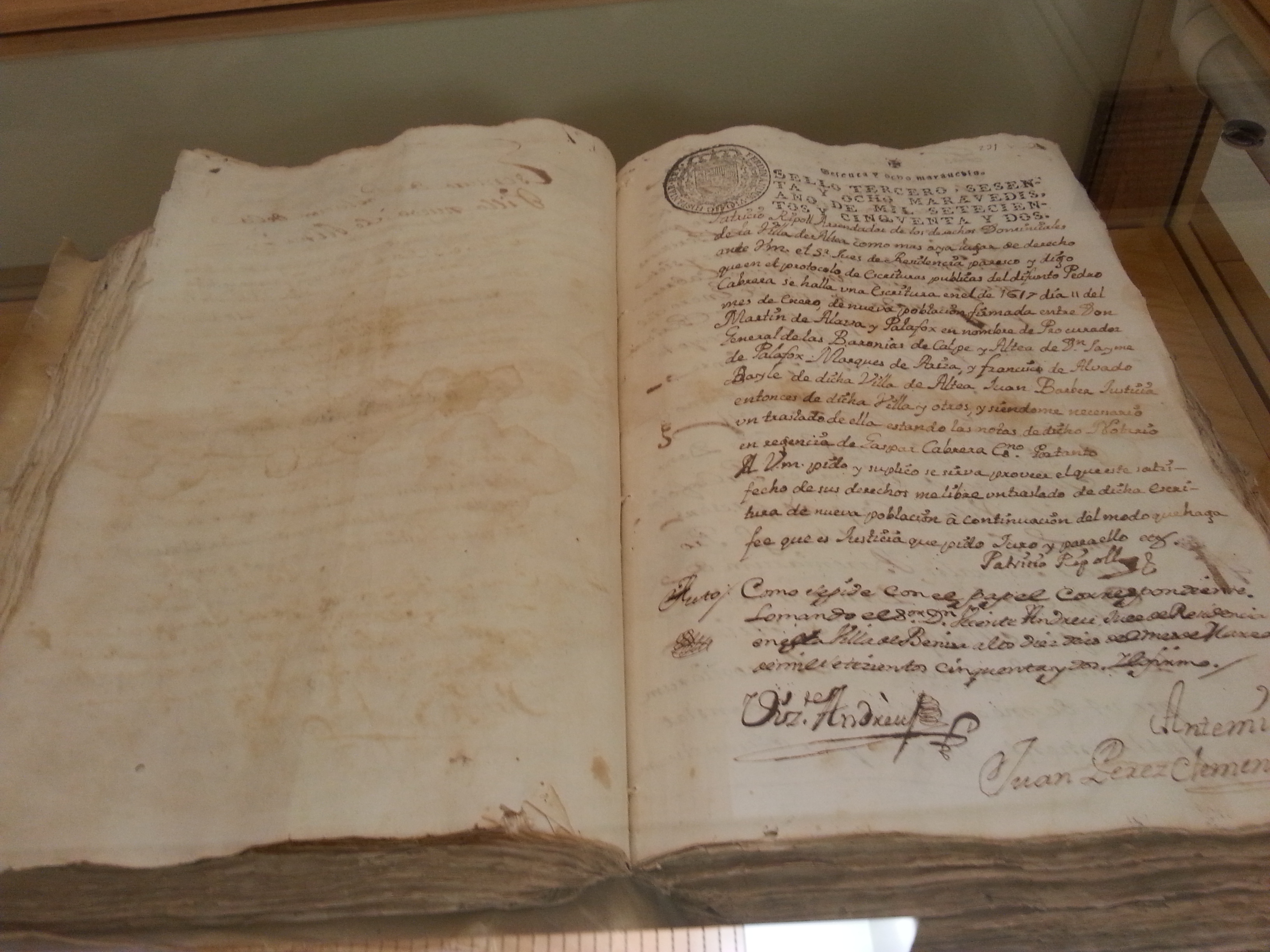
Carta de nova població d'Altea (11 de gener de 1617). Arxiu del Regne de València

Repoblada amb cristians catalans, obtingué carta pobla en 1279 a fur de València. La torre de Bellaguarda no lluny del riu, protegia en el segle xv un poblat, actualment Altea la Vella, assegut al peu de la serra de Bèrnia. Cap a la meitat del segle romanen el "locum et castrum" d'Altea sota el poder jurisdiccional de la baronia de Calp, Teulada i Benissa, quan el titular, en Francisco de Palafox, desitjà reedificar-la i enfortir-la. Així en les Corts Valencianes del 1604 es diu que el senyor de la baronia "ha fet una vila nomenada Altea, cercant-la……en la qual està comprès lo castell nomenat de Altea, olim de Bellaguarda". El 1617 Jaime de Palafox atorga escriptura de nova població, per la qual cedia els drets de la propietat útil en emfiteusi a 48 famílies. És la nova i actual vila d'Altea, amb "asiento en la pendiente de un montecillo, a modo de una piña".
El 1705 la badia d'Altea acull l'estol aliat comandat per Lord Peterborough, i el rector Martí Morales i el vicari Jaume Ripoll, amb el veïnat, donen suport al desembarcament de Basset i els maulets, seguidors del rei Carles III d'Aragó. Altea va afavorir així la presa de Dénia i de València.
El segle xviii marca un auge agrícola, pesquer, comercial i demogràfic, acabant la centúria amb 5.000 habitants. En el dit segle almenys tres-cents alteans servien en la marina reial. Durant el XIX la vida oficial i comercial es traslladà vers el nucli urbà pròxim a la mar, i el seient definitiu actual es consolida en el s. XX.

## Economia
L'agricultura, cítrics i nesprers i la pesca d'arrossegada han estat la base de la seua economia, però des dels anys cinquanta del segle passat el turisme ha impulsat el creixement i s'ha convertit en el factor econòmic més important.

## Demografia
| 5.193 | 5.790 | 5.977 | 5.694 | 4.865 | 5.580 | 5.829 | 5.738 | 5.620 | 8.804 | 11.108 | 12.829 | 15.579 | 21.154 | 24.006 | 22.385 | 22.558 |

Altea es caracteritzà per ser un poble dedicat a l'agricultura i a la pesca, amb una població estable en torn als 5.000 habitants. Aquest fet canvià radicalment a la dècada dels 60 del segle xx, amb el boom del turisme a la costa valenciana. A partir d'ací, el turisme esdevingué el principal motor econòmic del poble i la seua població cresqué exponencialment, arribant a triplicar-se a finals de segle. A la primera dècada del segle xxi, aquest creixement s'accelerà per un altre boom, l'urbanístic. El poble s'expandí notòriament, tant al seu nucli urbà com a les nombroses urbanitzacions que l'envolten. La fi de la bombolla urbanísitica, a la crisi del 2008, provocà un estancament del creixement de la població, que assolí el seu punt màxim el 2013 amb 24.333 habitants.
Bona part del creixement de la població a Altea fou a causa de l'arribada de persones de nacionalitat estrangera. El 2019, aproximadament un terç (32,7%) dels habitants d'Altea eren estrangers, provinents, en la seua majoria de Romania, Regne Unit i Rússia.
El 2021, Altea tenia 22.657 habitants segons dades de l'INE.

## Política i govern

### Composició de la Corporació Municipal
El Ple de l'Ajuntament està format per 21 regidors. En les eleccions municipals de 28 de maig de 2023 foren elegits 9 regidors de Compromís per Altea (Compromís), 8 del Partit Popular (PP), 3 del Partit Socialista del País Valencià (PSPV-PSOE), i 1 de Vox.
| Eleccions municipals de 28 de maig de 2023 - Altea |                                          |                                     |                                     |         |          |          |
| Candidatura | Candidatura                              | Candidatura                         | Cap de llista                       | Vots    | Vots     | Regidors |
| | Compromís per Altea                      |                                     | Diego Zaragozí Llorens              | 3.310   | 38,07%   | 9 (+1)   |
| | Partit Popular                           |                                     | Rocío Gómez Sánchez                 | 2.975   | 34,22%   | 8 (+1)   |
| | Partit Socialista del País Valencià-PSOE |                                     | Deogracias Sánchez Alvado           | 1.455   | 16,73%   | 3 (-1)   |
| | Vox                                      |                                     | Diego Manuel Coello Beltran         | 562     | 6,46%    | 1 (+1)   |
| | Altres candidatures                      |                                     |                                     | 302     | 3,47%    | 0 ( -2)  |
| | Vots en blanc                            |                                     |                                     | 89      | 1,02%    |          |
| Total vots vàlids i regidors | Total vots vàlids i regidors             | Total vots vàlids i regidors        | Total vots vàlids i regidors        | 8.693   | 100 %    | 21       |
| | Vots nuls                                | Vots nuls                           | Vots nuls                           | 109     | 1,23%    |          |
| Participació (vots vàlids més nuls) | Participació (vots vàlids més nuls)      | Participació (vots vàlids més nuls) | Participació (vots vàlids més nuls) | 8.802   | 62,93%** |          |
| Abstenció | Abstenció                                | Abstenció                           | Abstenció                           | 5.184*  | 37,06%** |          |
| Total cens electoral | Total cens electoral                     | Total cens electoral                | Total cens electoral                | 13.986* | 100 %**  |          |
| Alcalde: Diego Zaragozí Llorens (Compromís) (17/06/2023) Per majoria absoluta dels vots dels regidors (12 vots: 9 de Compromís i 3 de PSPV)                         |                                          |                                     |                                     |         |          |          |
| Fonts: Ministeri de l'Interior, Junta Electoral de Zona de la Vila Joiosa, Periòdic Ara. (* No són vots sinó electors. ** Percentatge respecte del cens electoral.) |                                          |                                     |                                     |         |          |          |

### Alcaldes
Des de 2015 fins al 2023 l'alcalde d'Altea ha sigut Jaume Llinares Cortés de Compromís. A partir de l'any 2023 l'alcalde d'Altea és Diego Zaragozí Llorens, de la mateixa coalició.
| Període                       | Alcalde o alcaldessa                          | Partit polític | Data de possessió     | Observacions                     |
| ----------------------------- | --------------------------------------------- | -------------- | --------------------- | -------------------------------- |
| 1979–1983                     | Juan Alvado Pérez                             | UCD            | 19/04/1979            | --                               |
| 1983–1987                     | Juan Alvado Pérez                             | GIA            | 28/05/1983            | --                               |
| 1987–1991                     | Juan Alvado Pérez                             | CDS            | 30/06/1987            | --                               |
| 1991–1995                     | Miguel Ortiz Zaragoza Bautista Borja Zaragozí | PP CDS         | 15/06/1991 16/05/1992 | Moció de censura PSOE+CDS+PVN -- |
| 1995–1999                     | Miguel Ortiz Zaragoza                         | PP             | 17/06/1995            | --                               |
| 1999–2003                     | Miguel Ortiz Zaragoza                         | PP             | 03/07/1999            | --                               |
| 2003–2007                     | Miguel Ortiz Zaragoza                         | PP             | 14/06/2003            | --                               |
| 2007–2011                     | Andrés Ripoll Llorens                         | PSPV-PSOE      | 16/06/2007            | --                               |
| 2011–2015                     | Miguel Ortiz Zaragoza                         | PP             | 11/06/2011            | --                               |
| 2015–2019                     | Jaume Llinares Cortés                         | Compromís      | 13/06/2015            | --                               |
| 2019-2023                     | Jaume Llinares Cortés                         | Compromís      | 15/06/2019            | --                               |
| Des de 2023                   | Diego Zaragozí Llorens                        | Compromís      | 17/06/2023            | --                               |
| Fonts: Generalitat Valenciana |                                               |                |                       |                                  |

## Edificis d'interès

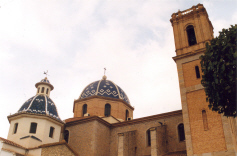
Església de la Mare de Déu del Consol

El poble va estar emmurallat i tingué castell però l'urbanisme desmesurat no ha deixat gairebé restes visibles. Igual passa a Altea la Vella, que tingué un petit castell conegut com el Castellet del que no roman res.
El patrimoni artístic ens presenta:
- L'església de la Mare de Déu del Consol, amb la cúpula de ceràmica blava i blanca, que és una de les postals més conegudes de la Marina.
- Cassal fester de Moros i Cristians situat al primer pis de la cassa de cultura
- La torre de Bellaguarda. Torre de guaita construïda en el segle xvi. Avui rehabilitada.
- La torre Galera. També torre de guaita. De planta circular, avui reformada i de propietat particular.
- Monestir de l'Olla
- Sant Francesc
- Santa Anna, d'Altea la Vella
- Museu Kritikian de Ciències Naturals
- Museu Navarro Ramón
- Museu Rocafort (Museu de l'automòbil)
- El Palau d'Arts d'Altea - Museu ètnic de la música
- El Campus de Belles Arts de la Universitat Miguel Hernández.
- Illeta d'Altea: illa situada a uns 400 metres de la platja de l'Olla i que té una població estable de fardatxos.
- Illot d'Altea: illa rocallosa amb un túnel que permet passar d'un costat a l'altre bussejant.
- Ermites a quasi totes les partides rurals del terme, com per exemple la de Sant Roc, la de Sant Lluís, la de Sant Tomàs, la de Sant Llorenç i la de Sant Isidre.

## Gastronomia
La seua gastronomia es basa en els arrossos, a banda, en caldero, al forn, amb fesols i polp, empedrat; marisc i peix, fregit o torrat, o en l'especialitat de la zona, el cruet. També és molt estimada la carn de l'eriç de mar. El plat per excel·lència és l'arròs amb ceba i bacallà.

## Personalitats destacades
Categoria principal: Alteans
- José Jorro Miranda (València, 1874 - Altea, 1954) fou un advocat, aristòcrata i polític, comte d'Altea des de 1920.
- José Beneyto Rostoll (Altea, 1882 - La Nucia, 1936) fou un polític i diplomàtic, marquès de Campofértil.
- Francisco Zaragoza Gomis (Altea, 1912 - Alacant, 1987) fou un metge i polític.
- Francesc Martínez i Martínez (Altea, 1866 — 1946) va ser un historiador.
- Jaume Morales Moltó (Altea 1973), conegut com a Tato, és un pilotari professional.
- Juan Bautista Borja (Altea 1970), expilot de motociclisme va participar en el mundial i va ser campió d'Europa a 1992

## En la cultura popular
Altea és l'espai on transcorre l'acció de la novel·la Matèria de Bretanya, de Carmelina Sànchez-Cutillas. En aquesta obra, l'autora parla dels seus records d'infantesa, a Altea, durant els anys immediatament anteriors a la Guerra Civil, i va ser guardonada amb el Premi Andròmina de narrativa l'any 1975.